# Thác Prenn
Thác Prenn là một thác nước ở thành phố Đà Lạt thuộc tỉnh Lâm Đồng, Việt Nam .

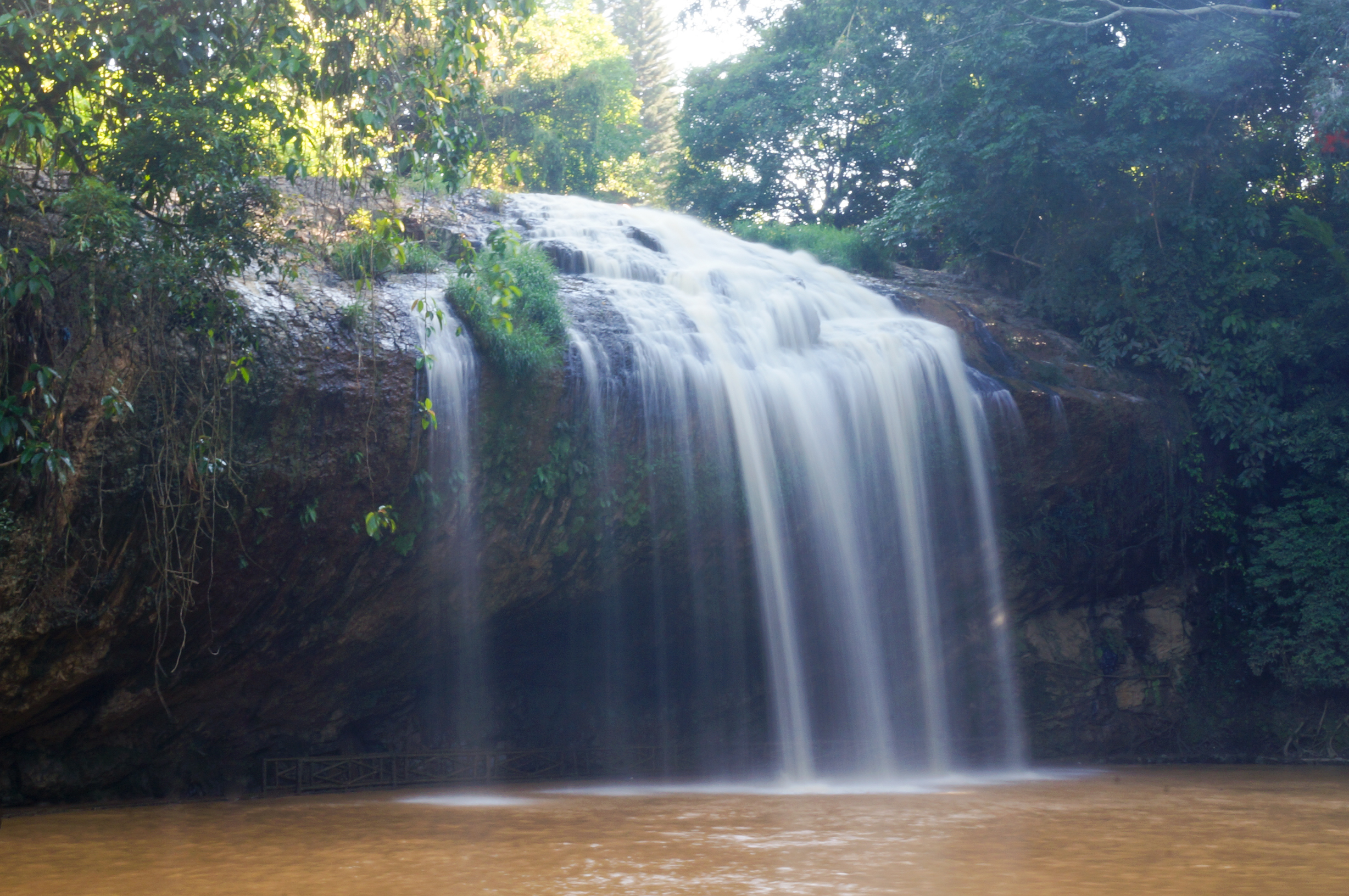
Thác Prenn năm 2015

Thác Prenn nằm cạnh quốc lộ 20, ở cửa ngõ vào TP.Đà Lạt là một trong những KDL sinh thái về rừng, suối. Thác ở chân đèo Prenn cách trung tâm Đà Lạt khoảng 10 km. Thác nằm trong khu rừng nguyên sinh còn sót lại. Dòng nước từ trên ghềnh đá với độ cao hơn 20m cao đổ xuống trắng xóa như một dải lụa bạch trông tựa mái tóc của nàng Bạch Mao Tiên cô. Có thể vì thế mà một số du khách gọi là thác Tiên Sa.
Giữa rừng thông trầm mặc, dáng núi hình rồng, lịch sử huyền thoại ở đất này như hòa làm một, cách mô phỏng khéo léo về mặt kiến trúc tạo sự linh thiêng từ địa thế,địa linh. Tâm hồn chiêm bái như hướng về đất tổ hướng về lịch sử xa xưa của dân tộc Việt Nam.

## Miêu tả

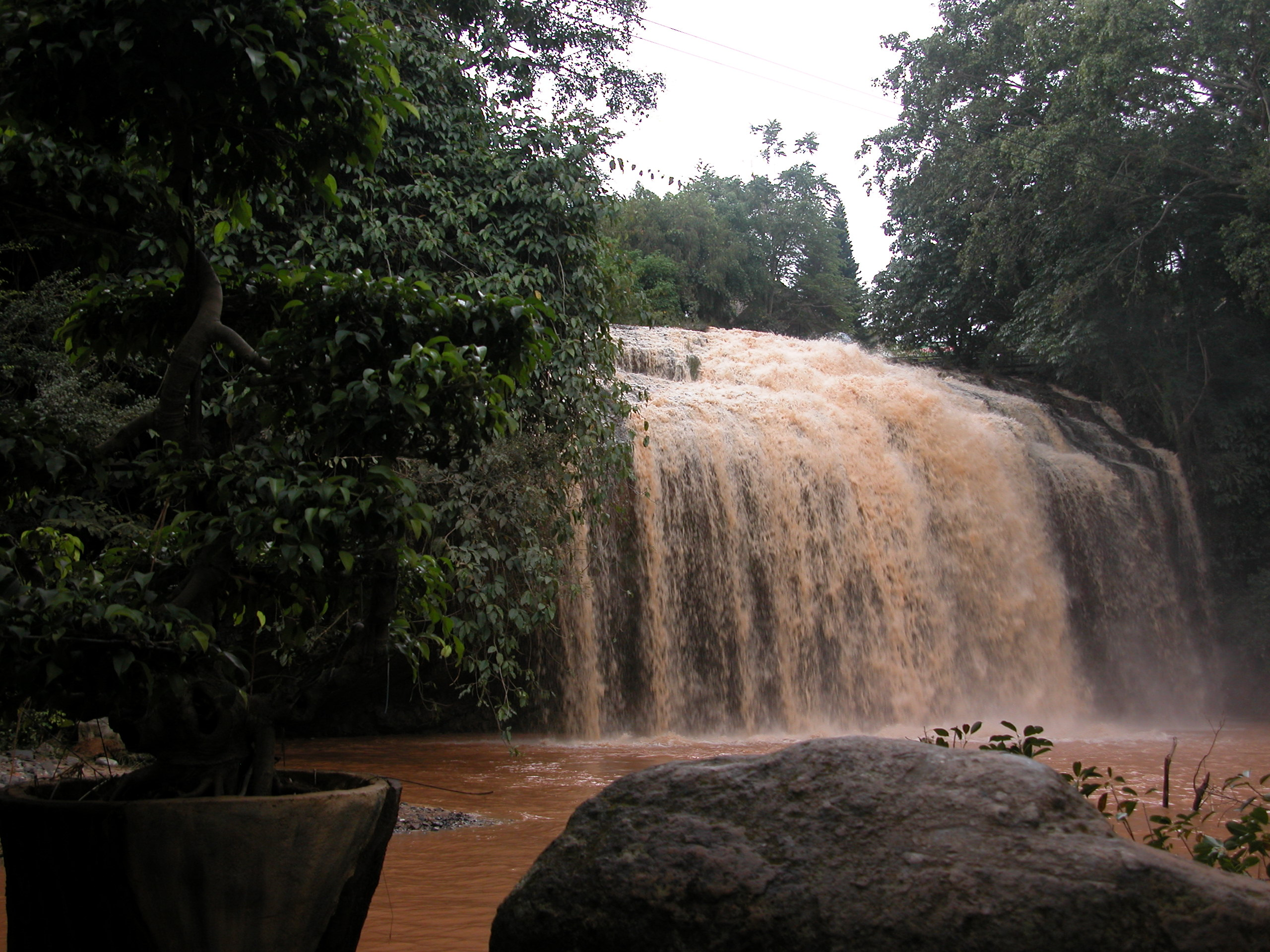
Thác Prenn mùa bão lũ năm 2006
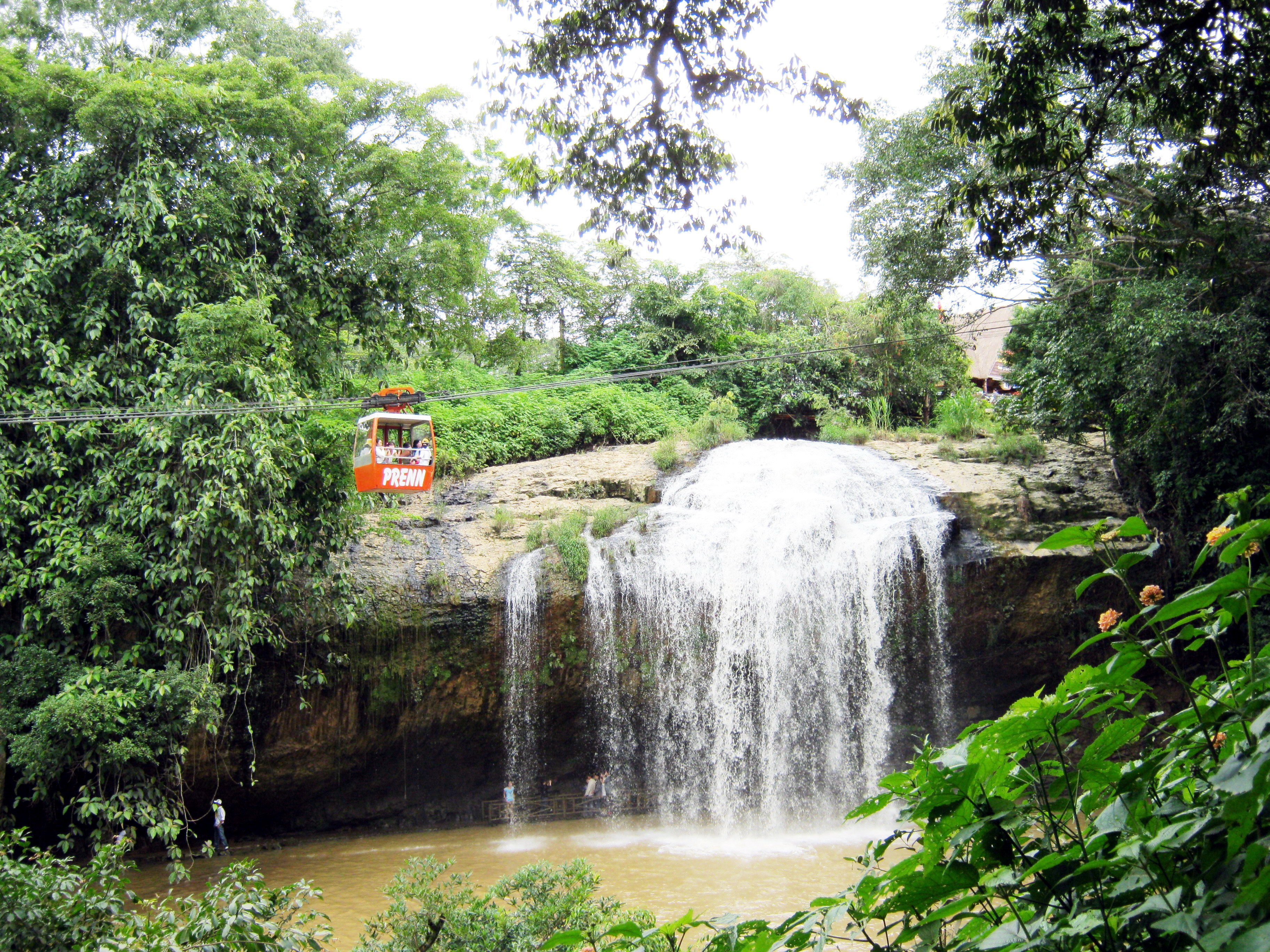
Thác Prenn tháng 6 năm 2011